# Kamren Larsen
Kamren Larsen (* 28. Oktober 1999 in Bakersfield, Kalifornien) ist ein US-amerikanischer Radrennfahrer, der im BMX-Rennsport aktiv ist.

## Sportlicher Werdegang
Larsen stammt aus Bakersfield und fährt seit dem Alter von 5 Jahren BMX-Rennen. In den amerikanischen Meisterschaften belegte er zweimal (2021, 2022) den zweiten Platz. Bei Weltmeisterschaften war der 12. Platz 2021 seine bisher beste Platzierung; bei Weltcup-Rennen stand er 2024 erstmals im Finale. Im Mai 2023 gewann er den Titel bei den Panamerika-Meisterschaften, im Oktober des Jahres ließ er einen Sieg bei den Panamerikaspielen folgen.
Im März 2024 gewann Larsen die US-amerikanischen Meisterschaften. Beim olympischen BMX-Rennen 2024 kam er ins Halbfinale und belegte im Gesamtklassement den 14. Platz.
Neben seiner sportlichen Karriere studierte Larsen Betriebswirtschaftslehre an der Grand Canyon University.

## Erfolge
2023
 Panamerika-Meister
 Panamerikaspiele
2024
 US-amerikanischer Meister